# Šola ljudske obrambe
Šola ljudske obrambe (srbohrvaško: Škola narodne odbrane) je bila vojaška akademija, ki je delovala v sestavi Jugoslovanske ljudske armade.

## Zgodovina
Šola je bila najvišja vojaško-izobraževalna ustanova JLA, na kateri so se šolali najvišji častniki vseh treh rodov JLA. Pogoj za vstop v šolo je bilo končanje višje vojaške akademije (katerega koli roda), Visoke vojaško-politične šole oz. opravljen magisterij ali specializacija iz vojnih ved.